# Anurocampa orousseti
Anurocampa orousseti är en fjärilsart som beskrevs av Paul Thiaucourt 1985. Anurocampa orousseti ingår i släktet Anurocampa och familjen tandspinnare. Inga underarter finns listade i Catalogue of Life.